# Marshrutka

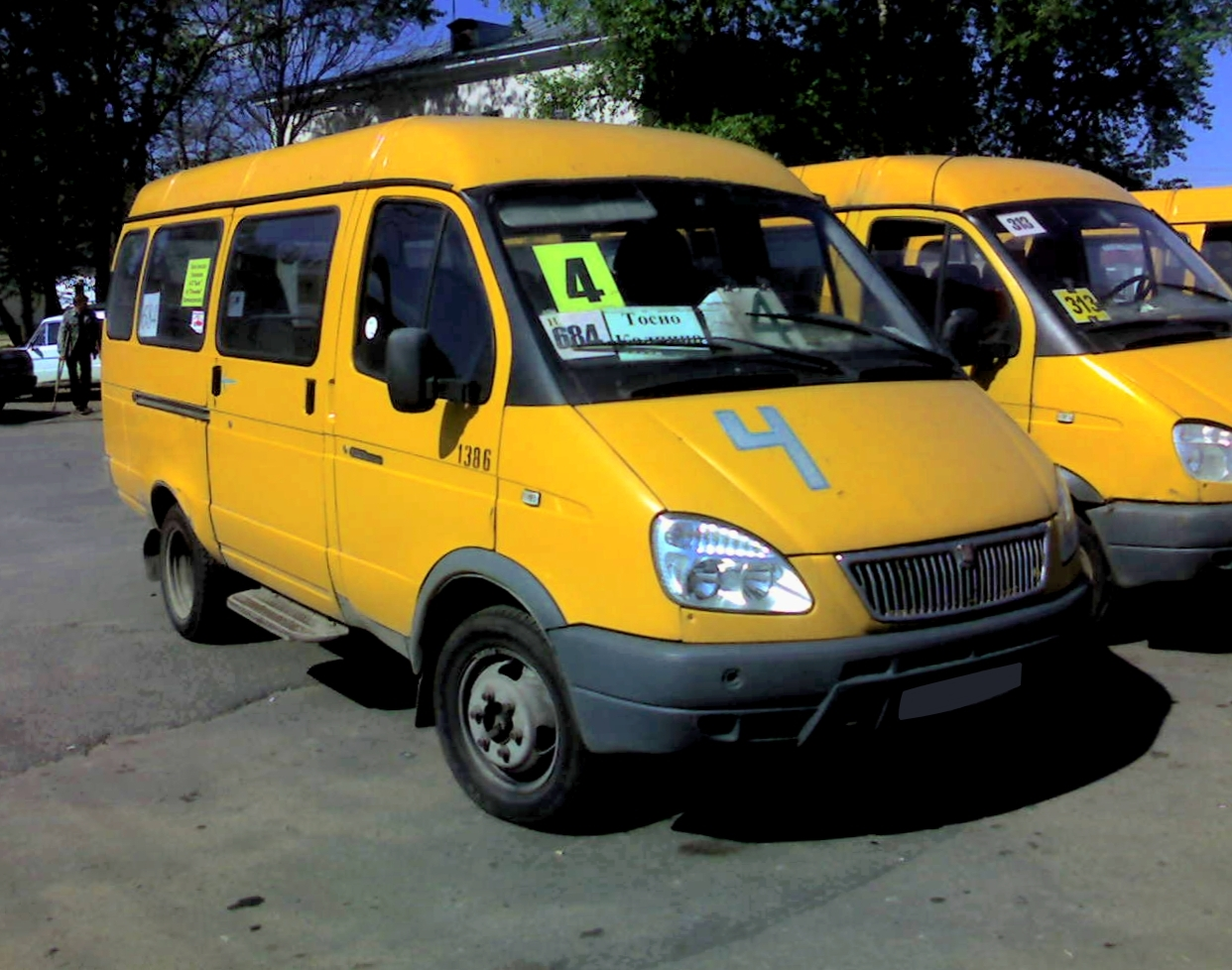
Una clásica marshrutka de la actualidad en Tosno, Rusia.

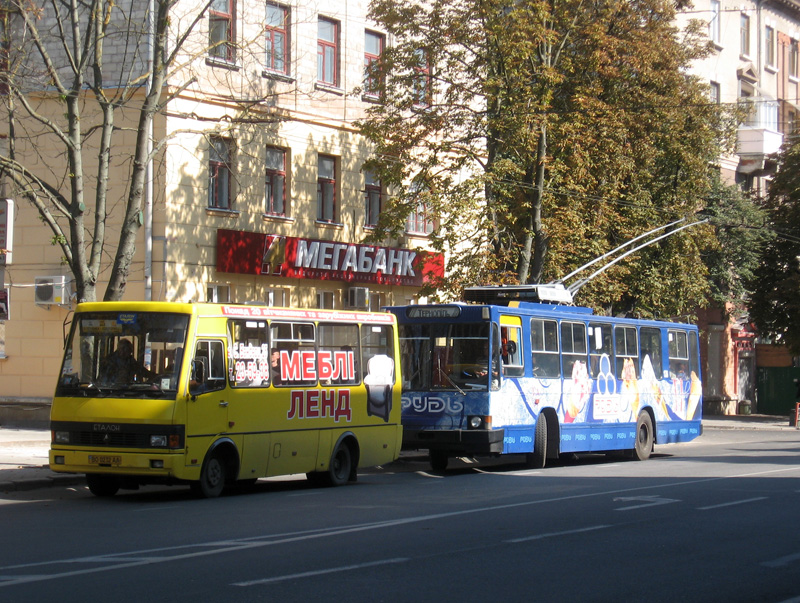
A la izquierda una marshrutka, similar a un minibus, y a la derecha un trolebús en Ternopil, Ucrania.

Marshrutka (en ucraniano y ruso: маршру́тка, [mɐrˈʂrutkə]), de marshrutn[oy]e taksi («taxi de ruta»), es un tipo de vehículo y forma de transporte público similar a un taxi colectivo, muy habitual en las antiguas repúblicas soviéticas y los países de la Comunidad de Estados Independientes (CEI), Bulgaria y Rumania. El papel de las marshrutkas en otros países puede estar representando, ligeramente, por los minibuses, aunque con menos penetración social.

## Etimología
La palabra rusa маршрутка es una forma coloquial para маршрутное такси, que significa literalmente «taxi de ruta» (маршрут y se refiere a una ruta planeada que se sigue, y такси que es «taxi»). La palabra маршрут proviene de la alemana Marschroute, que está compuesta de Marsch («paseo», «marcha») y Route («ruta»).

## Historia

### Introducción en la Unión Soviética (1938-1992)
Los «taxi de ruta» se introdujeron en Moscú por primera vez en la Unión Soviética en 1938, y para ello se utilizaron limusinas ZIS-101. Era la única oportunidad para que la gente común montase en este tipo de vehículos, pues los ZIS estaban reservados para los funcionarios superiores. Al principio estaban destinados principalmente para turistas y se encontraban, principalmente, en estaciones de ferrocarril y aeropuertos. A diferencia de los taxis corrientes que utilizan taxímetro, estos vehículos enrutados se pagaban por zonas, como los tranvías, autobuses y trolebuses; la tarifa era menor que en los taxis normales, pero más alta que en los transportes públicos de gran escala. A diferencia de los taxis, donde un pasajero puede disfrutar de un viaje privado, las marshrutka recogen y dejan pasajeros a lo largo de su recorrido. En el momento de la época comunista, todos las marshrutkas fueron operados de forma natural por parques de taxis estatales.

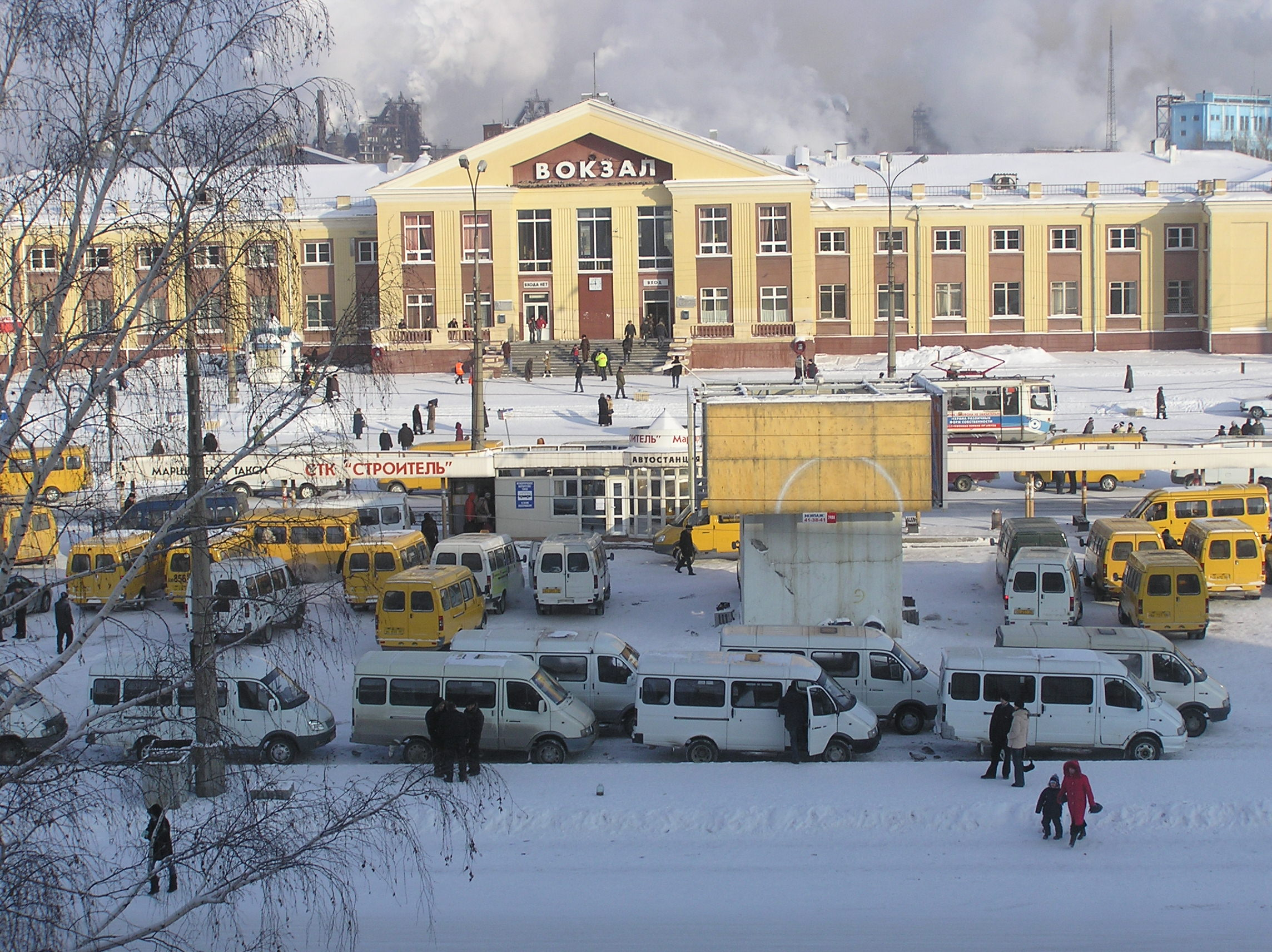
Varias marshrutkas esperando en la estación de Nizhni Taguil.

Moscú no era la única ciudad en la que operaban estos vehículos y otras grandes ciudades soviéticas también organizaron estos tipos de transporte compartido. Por ejemplo, en Gorki, había una línea de marshrutkas entre Sórmovo y el Kremlin de Nizhni Nóvgorod. A partir de 1939, la tarifa completa de 3,5 rublos; un servicio similar en autobús costaba un rublo o 50 kopeks en tranvía.
Durante la Segunda Guerra Mundial, como los coches fueron requisados por el ejército, el servicio de marshrutkas cesó. Volvieron a Moscú en 1945. No fue hasta la década de 1950 que estos fueron reintroducidos en la mayoría de ciudades en las que se utilizaron antes de la guerra. Los coches ZIS-110 y GAZ-12 ZIM fueron ampliamente utilizados en este papel hasta mediados de 1960. También había servicios interurbanos de marshrutkas. Desde Moscú viajaban a ciudades distantes, como Simferopol, Járkov, Vladímir, Tula o Riazán. Por ejemplo, la ruta Moscú-Yalta en la temporada de verano necesitaba dos días de viaje, con una parada de noche en Bélgorod.
En la década de 1960, los minibuses RAF-977 se hicieron más comunes como taxis compartidos, en sustitución de los vehículos de pasajeros. Las rutas fueron operados en ámbito municipal, por lo que la calidad y el concepto varía mucho entre regiones. La diferencia de la tarifa entre autobuses y taxis compartidos disminuyó. Por ejemplo, en Moscú el billete de autobús estándar era de 5 kopeks, y la tarifa minibús, de 15 kopeks con la mayoría de las rutas; en Gorki un viaje regular de autobús costaba 6 kopeks, y en marshrutka era de 10 kopeks.
Más tarde, los microbuses RAF-977 fueron reemplazados por el nuevo modelo, RAF-2203 Latvija. Con el tiempo, la práctica totalidad de marshrutkas se convirtieron al RAF-2203 Latvija; muchas personas incluso se referían a las marshrutkas como "Letonia".

### Popularización de lamarshrutka(1992-2000)
La disolución de la Unión Soviética e introducción de la economía de mercado cambió en gran medida la oferta de transporte en la población urbana de la Comunidad de Estados Independientes (CEI). La demanda de un transporte público más rápido y más versátil llegó a cumplirse de manera espectacular, mientras que la demanda del insuficiente sistema de transporte de financiación municipal cayó; la gente estaba dispuesta a pagar una prima por un mejor servicio. Aunque los autobuses existentes (como Ikarus, LAZ, PAZ, RAF, y KAvZ, así como irregulares minibuses importados de segunda mano), obtuvieron un mercado secundario, utilizados por los empresarios como material de reserva en las rutas más transitadas desde principios de 1990, no fue hasta que el fabricante de automóviles GAZ lanzó en 1996 el primer minibús ruso de producción masiva, el GAZelle, que el sistema moderno de marshrutka tomó forma.
El GAZelle fue un éxito instantáneo. Este minibús barato, fácil de arreglar y de arrendar, con una capacidad de doce pasajeros sentados, era exactamente lo que los empresarios necesitaban. Una inversión inicial de alrededor de US$ 8 000 podía ser pagado en menos de un año, por lo que una gran cantidad de empresarios individuales entró en el mercado, así como algunas empresas más grandes. En este punto en el tiempo, no se requería de licencia para el transporte público en particular. El vehículo sólo tenía que pasar chequeos anuales de seguridad, que eran relativamente fáciles, ya que las autoridades locales confiaban en los vehículos GAZ. Por otra parte, el GAZelle podría ser fácilmente equipado para funcionar con gas natural.

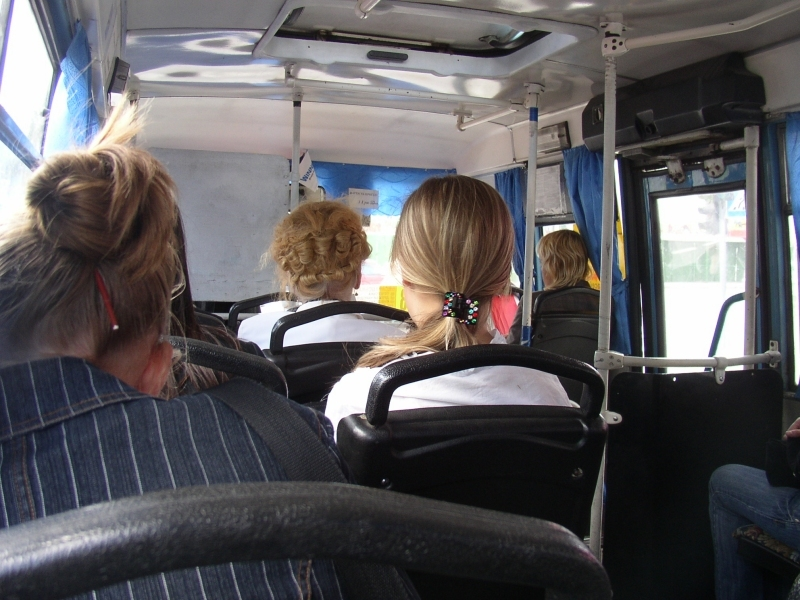
Interior de un clásico minibús ucraniano Bogdan A091/A092 convertido en marshrutka.

Durante este período, la mayoría de marshrutkas seguían las rutas de tránsito público ya bien establecidas.

### Lamarshrutkaen la actualidad (2000-presente)
Presenciar el éxito del transporte público de propiedad privada condujo a una reacción de la sociedad. Las autoridades locales respondieron endureciendo los requisitos de seguridad y autorización —como limitar el transporte gratuito obligatoria de un cierto número de pasajeros con discapacidad que lo soliciten y una "oferta de paquetes" en la licencia de ruta—. El mercado fue dominado tanto por grandes empresas o por sindicatos de los propietarios-operadores de microbuses individuales. Algunas de las empresas municipales de transporte público entraron en el negocio, y los precios cayeron debido a una mayor competencia.
Otra consecuencia fue una respuesta masiva de los fabricantes de automóviles y autobuses. Los fabricantes tradicionales introdujeron modelos más pequeños, más maniobrables (como PAZ o KAZ) y comenzaron el montaje con licencia de minibuses (KrAZ comenzó el montaje de minibuses Iveco). Los modelos con motor diesel en la forma del nuevo Isuzu Bogdan, Tata Etalon y otros, adquirieron inmensa popularidad. La capacidad también aumentó de quince pasajeros sentados a pequeños autobuses con cincuenta plazas, y las rutas más transitadas de las principales ciudades utilizan ahora autobuses privados de tamaño completo que operan en el mismo precio con las empresas municipales. Los GAZelle originales sufrieron algunas modificaciones oficiales a su forma, longitud y capacidad de pasajeros para servir mejor a las exigencias del comprador, incluyendo modelos con motores diesel.